# Statilia Messalina
Statilia Messalina (circa 35 – ná 68) was de derde vrouw van de Romeinse keizer Nero van 66 tot 68.

## Familieachtergrond
Oude bronnen zeggen vrij weinig over haar familie, hoewel Suetonius in zijn De Vita Caesarum stelt dat ze de achterachterkleindochter was van Titus Statilius Taurus, een Romeinse generaal die een triomftocht door Rome kreeg en later tweemaal consul was. Ze was de dochter van Titus Statilius Taurus Corvinus, consul van Rome in 45 en betrokken in een complot tegen Claudius in 46 of de dochter van de zus van Corvinus, Statilia Messalina. Haar familie is verwant met Valeria Messalina, een van de dochters van Romeins senator Marcus Valerius Messalla Corvinus, consul in 31 voor Christus.

## Leven
Haar eerste echtgenoot was de consul Marcus Julius Vestinus Atticus van wie ze mogelijks een zoon kreeg (die stierf in 88). Rond 65 werd ze de maîtresse van Nero. Na de dood van de tweede vrouw van de keizer (Poppaea Sabina), moest Vestinus zelfmoord plegen in 66 zodat Nero kon trouwen met Statilia.
Hoewel ze gevat en sluw was, was ze minder flamboyant dan haar voorganger Poppeia en was ze minder publiek aanwezig. Ze was een van de weinigen van het hof van Nero die de val van zijn keizerrijk overleefden. Na Nero's dood beloofde Otho met haar te trouwen. Hij pleegde echter zelfmoord in 69.